# 황정욱 (조선)
황정욱(黃廷彧, 1532년 ~ 1607년)은 조선 중종-선조 때의 문신이다. 자는 경문(景文)이고, 호는 지천(芝川)이다. 벼슬이 예조 판서, 병조 판서에 이렀다. 문장·시·서예 등에 능했고, 문집에 〈지천집〉(芝川集)이 있다.